# Principauté de Trinidad
La Principauté de Trinidad est une monarchie sud-américaine éphémère de la fin du XIXe siècle sur l'île de Trindade et Martim Vaz, situé dans l'océan Atlantique Sud, à l'est du continent sud-américain et à environ 1 170 km de Vitória, dans l'État brésilien de Espírito Santo.
Elle est proclamée en 1893 par l'écrivain franco-américain James Harden-Hickey, qui prit le titre de James Ier, à la tête d'une dictature militaire. En 1895, le prince est écarté du trône à la suite d'une invasion de la part des Britanniques. 

## Situation géographique

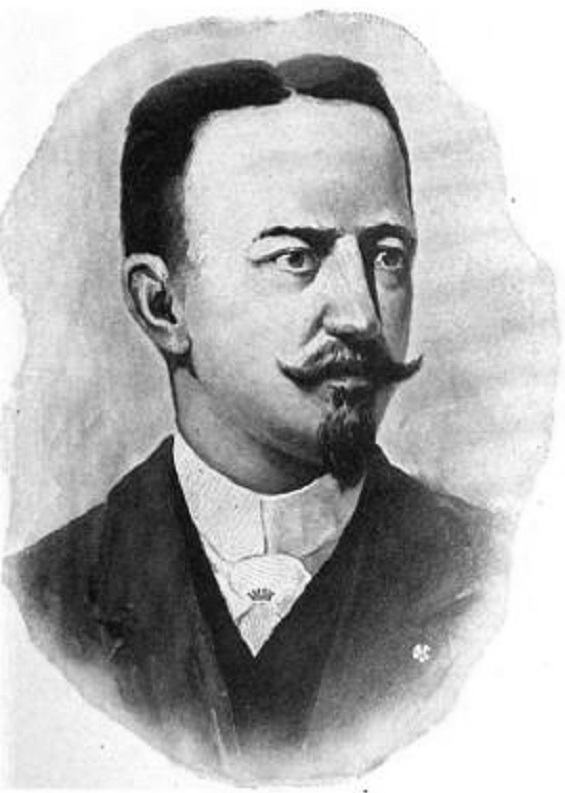
James Harden-Hickey

Trindade et Martim Vaz forment un petit archipel brésilien dont les îles sont d'origine volcanique et constituent l'extrémité orientale et la seule partie émergée d'une chaîne de volcans sous-marins s'étendant sur un axe est-ouest sur environ 1 100 km depuis le plateau continental sud-américain, environ à mi-chemin entre le continent sud-américain et la dorsale médio-atlantique. Elles présentent un terrain rocailleux et sont arides, sauf le sud de Trindade.

## Instauration de la monarchie
En 1893, l'écrivain et aventurier franco-américain James Harden-Hickey se rend sur l'île, la revendique et en prend le contrôle avant d'établir une monarchie avec lui-même à sa tête sous le nom de James Ier, prince de Trinidad
Il prévoit, après la reconnaissance de l'île comme un État indépendant, d'instituer une dictature militaire qu'il dirigerait. Il dessine des timbres, le drapeau et le blason ; il établit un ordre de chevalerie, la "Croix de Trinidad".
Il s'inspire du Second Empire de Napoléon III et déclare avoir les pleins pouvoirs sur l'archipel, avec l'île de Trindad comme capitale.
Il achète une goélette pour faire venir des colons. Il nomme le comte de La Boissière comme secrétaire d'état, ouvre un consulat au 217 West 36th Street à New York et émet un emprunt d'État afin de financer la construction d'infrastructures.
Il fouille l'île à la recherche d'un supposé trésor, appelé Plata Yvyvy.
Rapidement, la presse new-yorkaise se fait l'écho du moindre développement, depuis les premières prétentions de Harden-Hickey jusqu'à la chute de la principauté.

## Chute

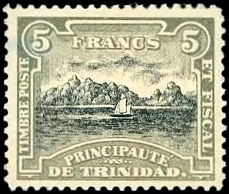
Timbre de la Principauté de Trinidad - 1893

En juillet 1895, les Britanniques tentent de prendre possession de cette position stratégique dans l'océan Atlantique, en prétextant la visite de l'astronome Edmond Halley en 1700. Ils ont pour projet une station de câbles télégraphiques. Cependant les efforts diplomatiques brésiliens, avec le soutien du Portugal, parviennent à rétablir une souveraineté sud-américaine, en arguant de la découverte par des navigateurs portugais en 1502.
Afin de démontrer clairement la souveraineté sur l'île, qui fait désormais partie de l'État d'Espírito Santo, un point de repère est élevé le 24 janvier 1897. Le prince, déjà exilé depuis juillet 1895, perd officiellement toute souveraineté sur l'archipel. 
Aujourd'hui, la présence brésilienne est caractérisée par une base permanente de la Marine brésilienne sur l'île principale.